# Fernando Fastoso
Fernando Fastoso (* 1975 in Montevideo, Uruguay) ist ein uruguayischer Wirtschaftswissenschaftler und Hochschullehrer.

## Leben und Wirken
Fastoso wuchs in Uruguay auf und absolvierte an der Deutschen Schule Montevideo das Abitur. Anschließend studierte er in Düsseldorf und Newcastle BWL. Er promovierte berufsbegleitend zum Thema Internationale Werbestandardisierung an der Universität Bradford. Bis 2020 war er für fünfzehn Jahre als Hochschullehrer für Marketing an der Universität Bradford und später an der Universität York tätig.
Seit dem Wintersemester 2020/2021 ist er Inhaber der Stiftungsprofessur für „High Class and Luxury Brands“ an der Hochschule Pforzheim. Die Professur ist von Unternehmen aus der Umgebung, unter anderem Wellendorff und Chopard, sowie vom Bundesverband Schmuck und Uhren, finanziert.
In seiner Forschung befasst sich Fastoso mit globalen Marken und internationaler Konsumentenpsychologie, mit der Nachhaltigkeit von Luxusmarken sowie mit Produktfälschungen. Er ist Mitherausgeber der International Marketing Review und sitzt im Editorial Review Board für das Journal of Advertising Research und das International Journal of Advertising.
Fastoso ist verheiratet und hat drei Kinder.